# Glochidion insulanum
Glochidion insulanum är en emblikaväxtart som beskrevs av Johannes Müller Argoviensis. Glochidion insulanum ingår i släktet Glochidion och familjen emblikaväxter.
Artens utbredningsområde är Moluckerna. Inga underarter finns listade i Catalogue of Life.